# Wyka ptasia
Wyka ptasia (Vicia cracca L.) – gatunek rośliny wieloletniej należący do rodziny bobowatych. Rodzimym obszarem jej występowania jest Azja i Europa, ale rozprzestrzenił się też w innych regionach świata. W Polsce pospolity na całym niżu i w niższych położeniach górskich.

## Morfologia

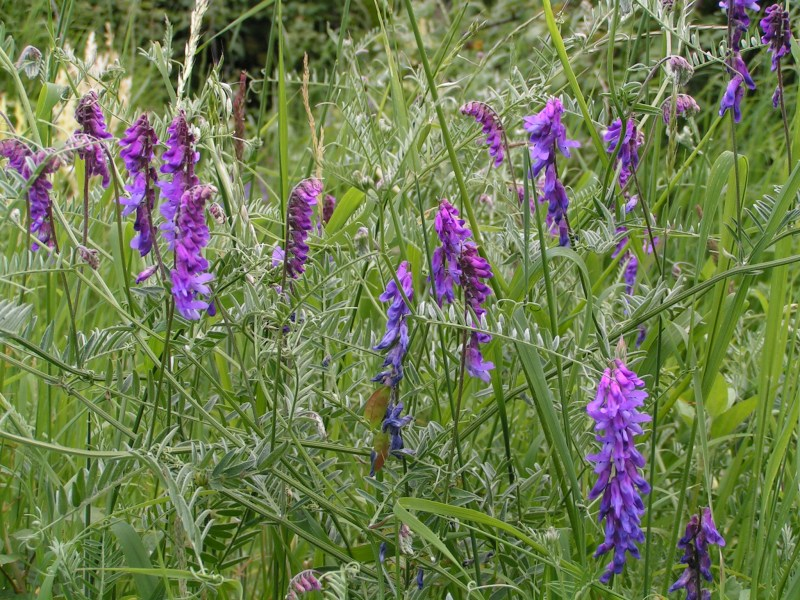
Kwitnąca wyka ptasia

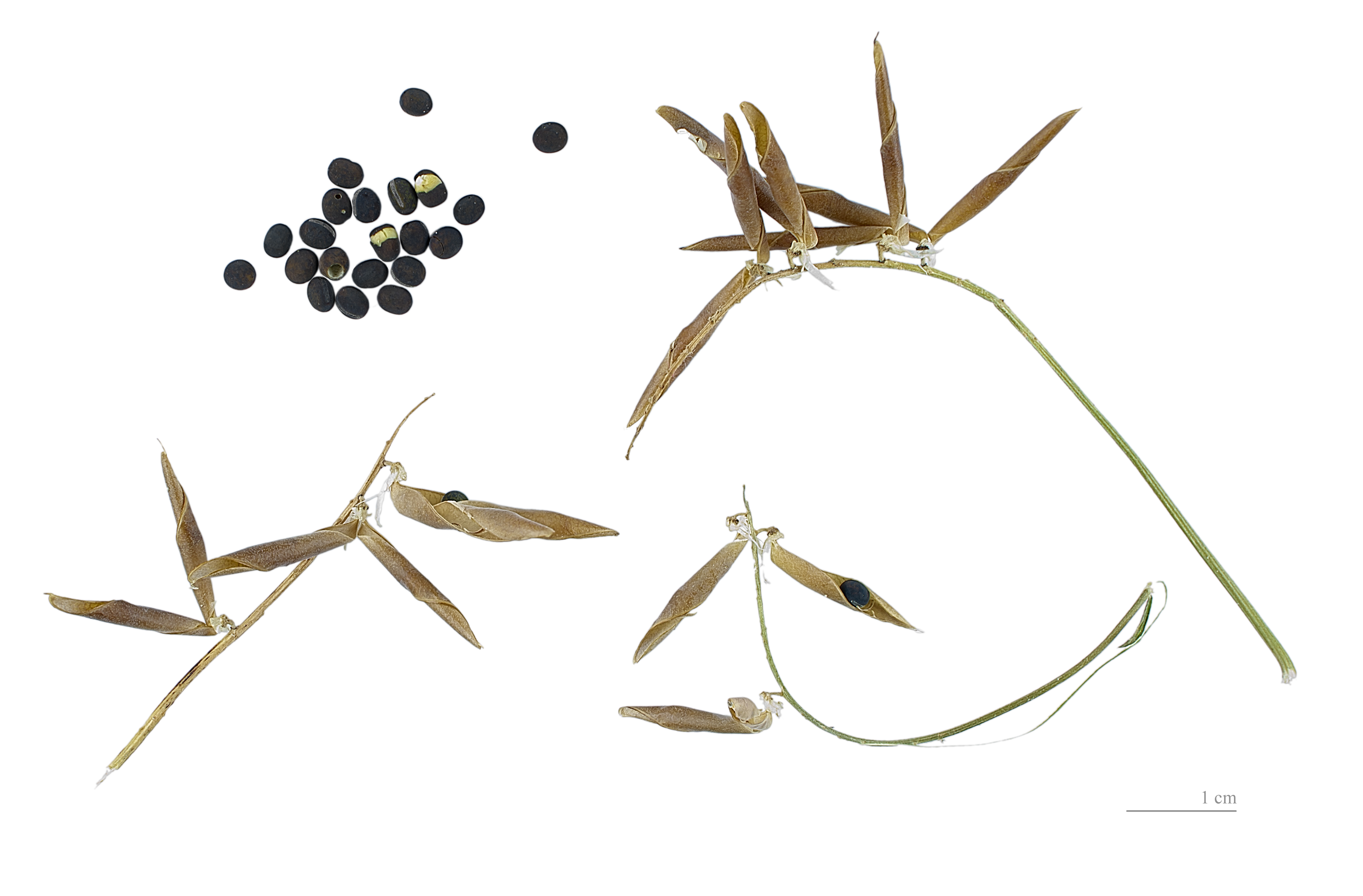
Owoce i nasiona

PokrójBylina czepiająca się innych roślin za pomocą wąsów.
ŁodygaWiotka, pokładająca się, rozgałęziona, graniasta, przylegająco owłosiona, o długości do 1,2 m. Pod ziemią roślina posiada rozgałęzione kłącze.
LiścieNieparzysto-pierzaste złożone z 6–12 par listków. Listki podługowate, orzęsione. Listek szczytowy oraz pierwsza para listków przekształcone są w wąsy czepne. U nasady liścia złożonego strzałkowate, całobrzegie przylistki.
KwiatyJednostronne, wyrastające na szypułce w kącie liścia, tej samej długości, lub znacznie dłuższe od niego grono. Złożone jest z 15–40 siedzących lub krótkoszypułkowych kwiatów motylkowych. Kwiaty bezwonne, długości ponad 12 mm, korona niebieskofioletowa z plamą na łódeczce i ciemnymi wybarwieniami na skrzydełkach i żagielku.
OwocStrąk zakończony dzióbkiem. Ma długość 10–25 mm i gładkie, lśniące wnętrze łupiny.

## Biologia i ekologia
Bylina, hemikryptofit. Roślina miododajna, nektar powstaje w miodnikach u nasady rurki pręcików. Kwitnie od czerwca do września. 
Siedlisko
Łąki, lasy, zarośla, przydroża. W górach występuje po regiel górny. W klasyfikacji zbiorowisk roślinnych gatunek charakterystyczny dla All. Molinio-Arrhenetheretea.
Zapylenie
Kwiat jest przystosowany do zapylania krzyżowego przez owady o długim aparacie gębowym, głównie duże trzmiele. Tylko one mogą dostać się do nektaru. Pod ciężarem owada siadającego na łódeczce wysuwa się słupek, który pod znamieniem ma gęste włoski z przyklejonym pyłkiem z pręcików (roślina jest przedprątna, nie może więc w tym czasie zapylić się własnym pyłkiem). Pyłek ten przykleja się do brzusznej strony owada i może być przez niego przeniesiony na inny kwiat wyki, w którym słupek jest już dojrzały. Mniejsze trzmiele nie mogąc się dostać do nektaru, często wygryzają otwór w dolnej części kwiatu nie pośrednicząc w jego zapylaniu.
Cechy fitochemiczne
Roślina lekko trująca. Nasiona zawierają wicjaninę toksyczną dla zwierząt (szczególnie koni).

## Zmienność
Wyróżnia się trzy podgatunki:
- Vicia cracca L. subsp. cracca, syn. Vicia grossheimii Ekutim
- Vicia cracca L. subsp. incana (Gouan) Rouy, syn. Vicia incana Gouan
- Vicia cracca L. subsp. japonica Miq.

## Zastosowanie
- Na łąkach jest cenną rośliną pastewną. Jednak nadaje się do spasania tylko przed wytworzeniem strąków, nasiona są bowiem szkodliwe dla bydła.
- Ziele Herba Viciae było stosowane w medycynie ludowej[6].